# Nederlandse Geologische Vereniging
Nederlandse Geologische Vereniging, ook wel kortweg: "NGV" genoemd, is een Nederlandse vereniging met als doel het wekken van belangstelling voor de geologie in de ruimste zin des woord. De vereniging werd officieel opgericht in 1946 te Arnhem. De Nederlandse Geologische Vereniging is verdeeld over een aantal op zich zelf staande afdelingen, met eigen bestuur. De afdelingen komen één keer per maand bijeen, meestal wordt er dan een lezing gehouden en ervaringen uitgewisseld. De vereniging is in 2024 met GEA samengegaan in de Landelijke Vereniging voor Geologische Activiteiten.

## Activiteiten
De Nederlandse Geologische Vereniging (NGV) organiseert per jaar drie themadagen over geologische onderwerpen in het 'Victor J. Koningsbergergebouw' van de Universiteit Utrecht in Utrecht. Daarnaast is er eenmaal per jaar een contactdag en worden er cursussen georganiseerd.

## Grondboor & Hamer
Grondboor & Hamer is het tijdschrift van de NGV met informatie over diverse geologische onderwerpen en vindplaatsen. Het verschijnt 5x per jaar, waarvan een dubbelnummer.
Staringia
Staringia zijn onregelmatig verschijnende wetenschappelijke publicaties uitgegeven als specials van het periodiek Grondboor & Hamer en genoemd naar de Nederlandse geoloog Winand Staring. In deze specials worden door een of meer leden van de NGV geologische onderwerpen of geologische perioden uitputtend behandeld.